# 北川悠理
北川悠理（日语：／ Kitagawa Yuri */?，2001年8月8日—）是日本女藝人，為女性偶像团体乃木坂46前成員，美國加利福尼亚州出身。2018年以乃木坂46四期生身分出道。2023年6月30日自乃木坂46畢業。

## 經歷
2001年8月8日，北川出生於美国加利福尼亚州。幼年时因父亲工作性質常来往于日本和美国之间。
2017年11月，通過「第3屆AKB48集團選秀會議」候選者徵選，並成為AKB48 Team B的候選，但於2018年3月辭退。
2018年8月19日，通過坂道聯合徵選。12月2日，官網上公布個人簡歷。12月3日，在日本武道館舉行的「乃木坂46四期生見面會」上首次公開亮相。
2019年5月7日，乃木坂46四期生部落格開設。以每日1名成員的方式輪流撰寫，北川於5月11日開始，每隔12天撰寫一篇部落格。
2020年4月，进入慶應義塾大學就讀經濟學部。4月27日，北川的個人官方部落格於乃木坂46官方網站正式開通。10月2日，接替成員山崎怜奈，出任bayfm電台的節目《週五碎碎念》的主持人。
2022年1月7日，與久保史緒里、中村麗乃、遠藤櫻、賀喜遙香、金川紗耶、阪口珠美、佐藤璃果在乃木神社一起舉行成人式。12月26日，開設個人Instagram帳號。
2023年5月22日，在乃木坂46官網內的個人部落格中宣布將於6月底畢業，畢業後將前往海外留學。6月30日，正式從乃木坂46畢業。7月2日播出的《乃木坂工事中》後，北川作為乃木坂46成員的活動也全部結束。9月22日，北川位於乃木坂46官方網站內的個人部落格正式關閉。
2023年秋天，前往美國就讀加州大學聖地牙哥分校，主修藝術(電影製作、劇本、舞台表演)。
2024年5月17日，首次擔任編劇並主演的電影《幸福這種東西，要了幹嘛》（しあわせなんて、なければいいのに。）在影音串流平台Lemino上公開。
2025年3月13日，在YouTube開設個人頻道。3月20日，在個人Youtube頻道上傳第一支影片。3月31日，宣布從慶應義塾大學畢業，並表示想在美國成為一名演員。

## 人物
北川的昵称是Yuri-chan（ゆりちゃん）。興趣是仰望天空和散步。关于后者，她曾說過「如果我散步沒注意時間，可能會走了整整十七站的距離」。最喜欢的食物是番茄、和菓子和软糖。最喜欢的颜色是白色。最喜欢的电影是《風起》。喜欢哆啦A夢，想要發明它。此外，她英文非常流利，也持有英檢一級證明 。在2021年節目《乃木坂工事中》中舉辦的乃木坂46全體41人學力測驗中，獲得第一名，也曾在《阿Q猜謎王》、《東大王》等問答節目中表現活躍。

### 乃木坂46
有着独特而轻松的個性，被成员们形容能治愈人。她与同日出生的賀喜遙香关系良好。應援色是水色x橙色，代表著天空以及日出的颜色。

## 音樂作品
- 標註「★」符號表示該首歌曲有拍攝MV。

### 單曲
乃木坂46
|      | 發行日期      | 單曲名稱              | 參與歌曲名稱        | MV | 備註             |
| ---- | ------------- | --------------------- | ------------------- | -- | ---------------- |
| 23rd | 2019年5月29日 | Sing Out!             | 第四道光芒          | ★  | 出道作品         |
| 24th | 2019年9月4日  | 黎明來臨前無須逞強    | 給圖書館裡的你      | ★  |                  |
| 25th | 2020年3月25日 | 幸福的保護色          | I see...            | ★  |                  |
| 26th | 2021年1月27日 | 我會喜歡上自己的      | Out of the blue     | ★  |                  |
| 27th | 2021年6月9日  | 對不起Fingers crossed | 燙口的洋甘菊茶      |    |                  |
| 28th | 2021年9月22日 | 被你罵了              | 機關槍雨            | ★  |                  |
| 28th | 2021年9月22日 | 被你罵了              | 熟悉的陌生人        |    |                  |
| 29th | 2022年3月23日 | Actually…             | 就算我不明白...     | ★  |                  |
| 29th | 2022年3月23日 | Actually…             | 有價值的東西        | ★  | 新・華之2001年組 |
| 30th | 2022年8月31日 | 喜歡是件搖滾的事！    | Under's Love        | ★  |                  |
| 30th | 2022年8月31日 | 喜歡是件搖滾的事！    | Jumping Joker Flash | ★  |                  |
| 31st | 2022年12月7日 | 不存在於此的事物      | 壞成份              | ★  |                  |
| 31st | 2022年12月7日 | 不存在於此的事物      | 事後諸葛            |    |                  |
| 32nd | 2023年3月29日 | 人們終將再度追夢      | 人漣漪不復返        | ★  |                  |
| 32nd | 2023年3月29日 | 人們終將再度追夢      | 我們的道別          | ★  |                  |

其他
| 發行日期                                    | 單曲名稱       | 參與歌曲名稱 | MV | 備註         |
| ------------------------------------------- | -------------- | ------------ | -- | ------------ |
| 2020年6月17日（日本） 2020年6月24日（海外） | 世界中的鄰居啊 | —            | ★  | 下載限定歌曲 |

### 專輯
乃木坂46
|        | 發行日期       | 專輯名稱         | 參與歌曲名稱 | 備註 |
| ------ | -------------- | ---------------- | ------------ | ---- |
| 4th    | 2019年4月17日  | 直到此刻化成回憶 | 吻的手裏劍   |      |
| 精選輯 | 2021年12月15日 | Time flies       | Hard to say  |      |

## 演出

### 电视节目
- 东大王（2020年10月21日－，TBS）- 不定期出演[42]

### 廣播節目
- 週五碎碎念（日语：金つぶ）（2020年10月2日－2021年9月4日，bayfm）- 助理主持人[14][43]

### 網路劇
- 遇見猴子（2020年4月10日－18日，dTV（日语：dTV (NTTドコモ)））：飾演 川瀨涼子[44]

### 電影
- 幸福這種東西，要了幹嘛（しあわせなんて、なければいいのに。；2024年5月17日，Lemino）：飾演 白木鴇（主演）[註 3][45]

## 書籍
- 北川悠理1st照片隨筆集 Callback（2025年8月8日，主婦與生活社）[46]

## 註解
1. ↑  當時填寫出身地為東京都。
2. ↑  北川在畢業時曾提到將擔任由四期生出演的電影的編劇[27]。
3. ↑  同時擔任編劇。

## 外部連結
- 北川悠理的Instagram帳戶（2022年12月26日－）（日語）
- YouTube上的北川悠理頻道（2025年3月13日－）（日語）（英文）
- 北川悠理的LinkedIn页面（日語）（英文）

乃木坂46時期
- 官方网站（日語）
- 北川悠理 官方部落格 - 乃木坂46官方網站（2020年4月27日－2023年9月22日）（日語）
- 北川 悠理（乃木坂46）的SHOWROOM專頁（页面存档备份，存于）（日語）